# Blåklobben
Blåklobben är ett skär i Ålands hav i byn Torp i Eckerö på Åland. Blåklobben ligger 200 meter från land och cirka 1,5 kilometer söder om fiskehamnen i Skeppsvik.
Skärets area är 2,4 hektar och dess största längd är 240 meter i nord-sydlig riktning.
Terrängen på Blåklobben består till hälften av klippor och till hälften av grus och sand. Växtligheten består av låga träd och buskar. På den södra delen finns en stenkompass som visar tolv väderstreck.